# Vallásszabadság
A vallásszabadság – más kifejezéssel szabad vallásgyakorlás – azt az alapvető emberi jogot jelenti, mely szerint az embereknek nemcsak megengedett a hitük szerinti vallásgyakorlása, hanem ezek hirdetését is szabadon gyakorolhatják (amennyiben az mások személyiségi vagy egyéb jogait nem sérti). Tágabb értelemben a vallások és bizonyos (a fenti alapvető emberi jogokat tiszteletben tartó) világnézetek (beleértve akár az ateizmust is) egyformán hirdethető, képviselhető és az állam szempontjából egyforma elbírálásban részesülő, főként megengedő állapotát értik. A Vallásszabadság világnapját január 13-án ünneplik. 1568-ban január 6. és 13. között zajlott tordai országgyűlés, amelyen a világon először foglalták törvénybe a lelkiismereti és vallásszabadságot.

## A vallásszabadság fajtái
A vallásszabadság sok esetben korlátozva van. A legdurvább korlátozás a vallásüldözés. A vallásszabadságba beletartozik a vallások szabad bírálhatósága, a szólásszabadság és a valláskritika is. A vallási tolerancia ellentéte pedig az egyházi diszkrimináció.
A történelem folyamán ritka volt a teljes vallásszabadság. A „törzsi vallások” idején a különböző vallású törzsek sokszor harcoltak egymással, és később is előfordultak vallásháborúk, ill. kisebb-nagyobb vallási villongások. Hozzá kell tennünk azonban, hogy a vallásháborúk oka ritkább esetben volt valódi hitbeli nézetkülönbség, az anyagi-ideológiai-politikai mozgatórugók a legtöbb esetben kimutathatóak.
Vallásháborúkra példa:
1. a felszabadító jellegű háborúk a keresztes háborúk;
2. a hitetlenség nevében folytatott terjeszkedő háborúk, az iszlám nevében folytatott fegyveres terjeszkedés és hódítások, ideértve a közép- és kelet-európai oszmán török hadjáratokat;
3. az új vallások térhódítása reformáció és ellenreformáció;
4. egyes országokban kitörő polgárháborúval egyenértékű megmozdulások a francia vallásháborúk, illetve így is magyarázhatóak egyes modern kori konfliktusok;
5. politikai és vallási ellentétek együttes hatása, például a Szovjetunió utódállamok területén vagy az arab-izraeli területeken.

A „kultúrateremtő” vallások megszületésével az éppen uralkodó vallások gyakran nem-háborús időkben is elnyomták vagy betiltották a többi vallásnak a gyakorlását, vagy akár lépéseket is tettek más vallások gyakorlóinak meggyilkolására. Ez a vallásüldözés különösen az euro-atlanti civilizációra volt jellemző. A középkori keleten a vallási tolerancia nagyobb volt, sok rivális filozófia, vallás és világnézet tudott és tud mai napig együtt élni India, Kína területén.
A vallásüldözés példái: a keresztényüldözések, zsidóüldözések, a kereszténység nevében folytatott inkvizíció Európában, az iszlám nevében folytatott hódítások az Arab-félszigeten; kommunizmus is a huszadik századi Európában vagy Ázsiában, ami a „tudományos világnézeten” (marxizmus–leninizmus, sztálinizmus) alapulva tiltotta (térben és időben változó hevességgel) a szabad vallásgyakorlást. A történelem során a pogányokat, a zsidókat és az iszlám hitűeket is érték üldöztetések Európában.
A reformáció korabeli vallásháborúkat az augsburgi vallásbéke zárta le. Jó példa az egyre nagyobb fokú vallási toleranciára a késő középkori Magyarországon, különösen Erdély történelmében az (1568-as tordai országgyűlés).

## Az egyén vallásszabadsága
Néhány vallás már kisgyermek számára olyan szabályokkal rendelkezik, amely végérvényes és visszavonhatatlan az egyház szempontjából és a szabad vallás választás szempontjából. Bár az egyén dönthet úgy, hogy felnőtt korára mégis más vallást választ, de azt az egyháza soha nem fogja jóváhagyni. Ilyen az izraelitáknál a körbemetélkedés, és a katolikusoknál a keresztelő.

## Vallásszabadságot biztosító törvények

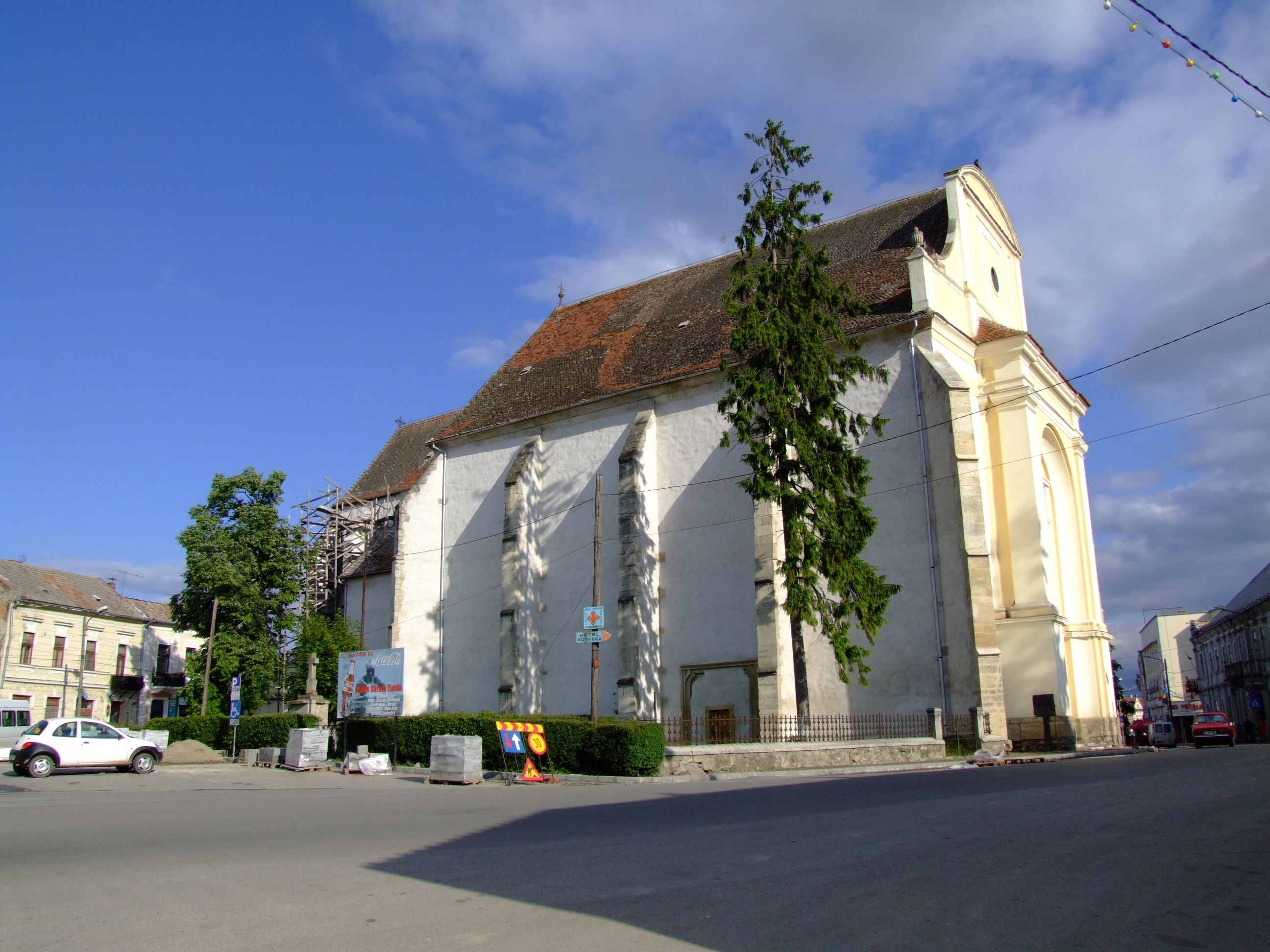
A tordai katolikus templom

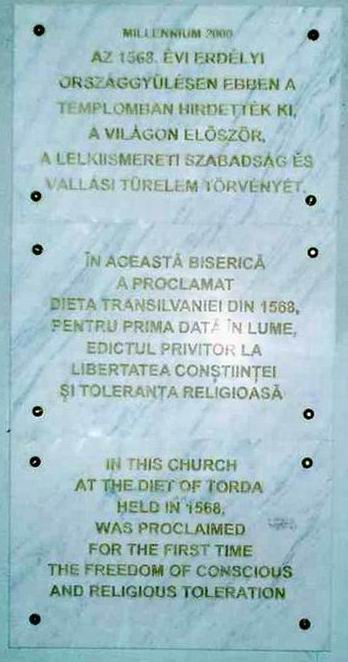
Az 1568-as országgyűlést megörökítő emléktábla a tordai templomon

### Az 1568-as tordai törvény
Előzmények: A reformáció térnyerésétől az 1557-es országgyűlésig
Arról, hogy a helvét reformáció pontosan mikor kezdett teret nyerni Erdélyben nem lehet egészen konkrét dátumot megállapítani, de hogy rövid úton a Zwingli fellépése után már itt is voltak hívei, kitűnik I. Ferdinánd egy 1527-ben kiadott rendeletéből, melyben a Zwingli követőinek szigorú büntetést helyez kilátásba. 1536 óta, mikoris Kálvin meghatározó műve, az „Institutio Religionis Christianae fidei" napvilágot látott, mozgalmának ezzel határozott irányt adva, természetesen egyre inkább növekedni kezdett a helvét hitvallást vallók létszáma
Az 1551—56-ig terjedő időszak Erdélyben mind politikai, mind vallási tekintetben a forrongás, a lázas tevékenység, de ugyanakkor a bizonytalanság és ingadozás időszaka volt. 
I. Ferdinánd kormánya idején, azok akik nem nézték jó szemmel az ország függetlenségének az elvesztését, a kitagadott királyné uralmát kívánták visszaállítani és egyúttal rendezni szerették volna a zűrzavaros társadalmi és vallási állapotokat. Egyfelől a folytonos rablás, pusztítás okozta károk orvoslása, másfelől a reformáció új irányzatai által érkező változások rendezése volt a két főszempont, melyet a tanácskozó erdélyi rendeknek szem előtt kellett tartani a törvények alkotásánál.
Ferdinánd megkísérelte ugyan a római egyház hanyatló hatalmának erősítgetését a protestánsokkal szemben, ám erősebb eszközökkel nem léphetett fel ellenük. Az uralkodó tisztában volt azzal a ténnyel, hogy a reformáció hívei Erdélyben többségben vannak és veszélyes vállalkozásnak számítana beleszólni a többség lelkiismereti ügyeibe. Ezen a téren intő példaként álltak előtte bátyjának, V. Károlynak a kudarcai, ezért tőle eltérően józan politikával próbálta meg a vallás ügyét kezelni. Minden erejével igyekezett a katolikus egyház még meglevő hatalmát tőle telhető módon biztosítani, és megvédeni az új vallási irányzatokkal szemben, de nem sokat tudott tenni ebben az ügyben. Mivel az erdélyi rendek sem akartak harcot, ezért békés úton igyekeztek a vallások terjedését a helyes mederben tartani, többek között azzal, hogy elejét próbálták venni az erőszakoskodásoknak és túlkapásoknak, amelyekre nem egyszer akadt példa. Az 1551 december 31-én tartott marosvásárhelyi országgyűlésen például elrendelik, hogy a kolozsváriak az elűzött Domokos és Ferences rendi szerzeteseket visszavigyék és megrongált vagyonukért kárpótolják őket.
I. Ferdinánd uralkodásának első öt évében hamar kiderült, hogy nem képes a fennálló vallási viszonyokat eredményesen kezelni, továbbá eredménytelenül próbálja egyesíteni a két országrészt. Ha ez még nem lett volna elég, a török elleni küzdelme is több ízben kudarcot vallott. Annak ellenére, hogy megpróbálta mindig a magyarok érdekeit szem előtt tartani, az is hamar kiderül, hogy nem tehet semmit a Habsburgok tendenciózus beolvasztó politikája ellen, amelynek következtében egyre inkább elnémetesedett az ország. Nyilvánvalóvá vált tehát, hogy Ferdinánd uralmának bukása és ezzel együtt a római katholikus egyház hatalmának csökkentése elsőrangú állami érdekké vált.
Az erdélyiek megelégelve Ferdinánd áldatlan uralmát, a szultán és az oláh vajdák támogatásával, 1556 március 8-án, a szászsebesi táborban tartott országgyűlésen elhatározzák Izabellának és a fiának visszahívását. Ideiglenesen Petrovics Pétert választják helytartónak. Ugyanebben az évben, április 26—27-én tartott kolozsvári országgyűlés mondja ki az államosítást, majd a novemberi országgyűlésen megszabják, milyen módon akarják felhasználni az ebből folyó közjövedelmeket.
Az 1564 január 21—26. között egybehívott segesvári országgyűlés kimondja, hogy mindenki azt a hitet követheti, amelyiket jónak látja, de egyik fél sem háborgathatja emiatt a másikat. Mivel ebben az időben ugyanazt a templomot használta egyszerre két felekezet is, az országgyűlés egyúttal intézkedik a templomok közös használatára vonatkozó jogokról. A torzsalkodások elkerülése érdekében elrendeli, hogy egyik nap a katolikusok, a másik nap a protestánsok használhatják a templomot, és felszólítja a híveket, egyik sem zavarhatja meg a másik istentiszteleti rendtartását.
Azért, hogy a katolikusok és protestánsok közötti nézetkülönbségeket kiegyenlítsék, mindkét felekezet papjainak az enyedi zsinaton kellett megvitatnia a fellépő nézetkülönbségeket. Ezen a zsinaton Blandrata György elnökölt, aki azt a felhatalmazást kapta János Zsigmondtól, hogy amennyiben nem sikerül összeegyeztetni a a régi ás új tanok képviselőit, a protestánsok saját egyházat alapíthatnak. A vitatkozás szóban és írásban napokig elhúzódott, de érdemleges megállapodást nem sikerült kötni a feleknek, így végül is bekövetkezett a két felekezet formai elválása. A reformátusok megalkották saját külön egyházukat, Dávid Ferencet választva püspöknek.
Ezzel a protestánsok végleges, teljes kettészakadása megtörtént és a június 4-én megtartott tordai országgyűlés a vallásszabadságnak ezt az újabb vívmányát törvénybe is iktatta. Elrendelték továbbá, hogy mind a lutheránusok, mind a reformátusok teljes vallásszabadságot élvezhetnek, a felekezetek papjai nem erőltethetik hitüket a hívekre. Ha valamelyik közösség nem akarja a papja elveit követni, olyan prédikátort hívhattak, amelyik az ő hitükben osztozik.
Az 1557. június 1-10. között megtartott országgyűlés arra inti az összes erdélyi felekezetek tagjait, „... hogy az új hit követői ne bántalmazzák a régi hiten lévőket!” A vallásszabadság terén tehát egy újabb lépést tettek előre, világossá téve minden egyháztag számára, hogy a hitet nem lehet senkire ráerőltetni. Törvényes keretek között így jött létre ekkor a két protestáns felekezet (Lutheránus és Kálvinista), melyek mellett a katolikus egyház is megőrizte addigi jogi státusát. Ez az országgyűlés így fogalmaz továbbá: „Kiki vallja azon hitet, mely neki tetszik, új vagy régi szertartásokkal s e részben teljesen szabad akarata szerint cselekedhetik. De az új vallást követőknek nem szabad egymást bosszúsággal illetni. Szászok és magyarok egyaránt saját papjaiknak adják a tizedet.“
A protestantizmus térnyerése azonban tovább folytatódott, és Dávid Ferenc vezetésével egy újabb irányzat kezdett kialakulni, amelyik már antitrinitárius elveket vallott. A református hívek között ekkor újabb szakadás látszott bekövetkezni, ami miatt újfent veszélybe került a vallásszabadság ügye, és az erdélyi országgyűlésnek újabb lépéseket kellett megtennie a béke megőrzésének érdekében.
Ezek után az előzmények után került sor arra az országgyűlésre, amelyhez az erdélyi vallásszabadság létrejöttét kötik.
Az 1568-as országgyűlés
Erdélyben az 1568-as tordai országgyűlés, a tordai katolikus templomban Európában elsőként hirdették ki a vallásszabadságot:
„Urunk ő felsége miképen ennek előtte való gyűlésibe országával közönséggel az religio dolgáról végezött, azonképen mostan és ez jelen való gyűlésébe azont erősiti, tudniillik hogy mindön helyökön az prédikátorok az evangeliomot prédikálják, hirdessék, kiki ő értelme szerént, és az község ha venni akarja, jó, ha nem penig senki kénszerítéssel ne kénszerítse az ű lelke azon meg nem nyúgodván, de oly prédikátort tarthas-son, az kinek tanítása ő nékie tetszik. Ezért penig senki az superintendensök közül, se egyebek az prédikátorokat meg ne bánthassa, ne szidalmaztassék senki az religióért senkitől, az elébbi constitutiók szerént, és nem engedtetik ez senkinek, hogy senkit fogsággal, avagy helyéből való priválással fenyö-gessön az tanításért, mert az hit istennek ajándéka, ez hallásból lészön, mely hallás istennek igéje által vagyon.”
Az 1568. január 6–13. között megtartott tordai országgyűlésen – János Zsigmond választott magyar király és erdélyi fejedelem elnökletével – meghozott vallásügyi határozat által a világon először foglalták törvénybe a lelkiismereti és vallásszabadsághoz való jogot, a gyülekezetek számára pedig a szabad lelkészválasztást. János Zsigmond a bevett vallások rendszerével az erdélyi reformáció kibontakozását lehetővé tette és a vallásfelekezetek együttélését biztosította. Valláspolitikája értelmében nem engedte, hogy országában hitéért valakit üldözzenek. A hitviták keretében alkalmat adott mindenkinek, hogy vallásos meggyőződését, hitelveit a Bibliából védelmezze és terjessze.
Ez a szabadság csak a bevett felekezetnek számító négy keresztény vallásra (katolikus, református, evangélikus, unitárius) vonatkozott. Államvallás nincs, az uralkodói hatalom fölötte áll az egyházinak, de nincs joga közöttük bármilyen szempontból különbséget tenni. Nem érvényesül a területi elv sem: bármely városban vagy faluban több felekezet élhet együtt, a földesúr nem avatkozhat be jobbágyai vallási hovatartozásába, a törvény szerint mindenki maga döntheti el, melyik vallást követi. A törvény értelmében tilos a más felekezetűeket szidalmazni, papjait gyalázni, ellenük erőszakos cselekedetet elkövetni.
A négy bevett vallás gyakorlását biztosító rendelkezés mögött természetesen politikai és társadalmi érdekek álltak. A Habsburg Birodalom és az Oszmán Birodalom közé ékelődött Erdélyi Fejedelemség nem engedhette meg magának, hogy belső vallási ellentétek miatt kiszolgáltatottá váljon a létét fenyegető külső ellenségek számára. A tordai országgyűlésnek a hitről, mint Isten ajándékáról leírt gondolatai azonban már megelőlegezték a későbbi évszázadok ökumenikus keresztény törekvéseit.

### Nantes-i ediktum
Nem sokkal később írta alá IV. Henrik francia király a nantes-i ediktumot 1598-ban. Ebben biztosította a hugenottáknak a szabad vallásgyakorlatot. A katolikusokat pedig visszahelyezte jogaikba és visszaadta a vallásháborúk során elvesztett javaikat.

### Az Emberi Jogok Nyilatkozata
A vallásszabadságot az emberi jogok egyetemes nyilatkozata is deklarálja:
18. cikk
„Minden személynek joga van a gondolat, a lelkiismeret és a vallás szabadságához, ez a jog magában foglalja a vallás és a meggyőződés megváltoztatásának szabadságát, valamint a vallásnak vagy a meggyőződésnek mind egyénileg, mind együttesen, mind a nyilvánosság előtt, mind a magánéletben oktatás, gyakorlás és szertartások végzése útján való kifejezésre juttatásának jogát.”

## Jogi szabályozása Magyarországon

### A magyar Alkotmányban
A Magyar Alkotmány – elvileg – 1949, vagyis elfogadása óta biztosította a vallás szabadságát:
54. § (1) A Magyar Népköztársaság biztosítja a polgárok lelkiismereti szabadságát és a vallás szabad gyakorlásának jogát.

(2) A lelkiismereti szabadság biztosítása érdekében a Magyar Népköztársaság az egyházat különválasztja az államtól.
Ez a szakasz a rendszerváltáskor módosult:
60. § (1) A Magyar Köztársaságban mindenkinek joga van a gondolat, a lelkiismeret és a vallás szabadságára.

(2) Ez a jog magában foglalja a vallás vagy más lelkiismereti meggyőződés szabad megválasztását vagy elfogadását, és azt a szabadságot, hogy vallását és meggyőződését mindenki vallásos cselekmények, szertartások végzése útján vagy egyéb módon akár egyénileg, akár másokkal együttesen nyilvánosan vagy magánkörben kinyilváníthassa vagy kinyilvánítását mellőzze, gyakorolhassa vagy taníthassa.
(3) A Magyar Köztársaságban az egyház az államtól elválasztva működik.

(4) A lelkiismereti és vallásszabadságról szóló törvény elfogadásához a jelenlévő országgyűlési képviselők kétharmadának szavazata szükséges.
A 2012 január 1-jén hatályba lépő új alkotmány zsarnoki uralomra hivatkozva nem ismeri el az 1949. évi alkotmányt. Vallja – a nemzeti hitvallás részben -, hogy az egyéni szabadság csak másokkal együtt bontakoztatható ki. Ennek az együttműködésnek a hit, hűség és szeretet az alapja. Magyarország különböző vallási hagyományait becsüli és elismeri, avval együtt, hogy elismeri a kereszténység nemzetmegtartó szerepét.
VII. cikk

(1) Mindenkinek joga van a gondolat, a lelkiismeret és a vallás szabadságához. Ez a jog magában foglalja a vallás vagy más meggyőződés szabad megválasztását vagy megváltoztatását és azt a szabadságot, hogy vallását vagy más meggyőződését mindenki vallásos cselekmények, szertartások végzése útján vagy egyéb módon, akár egyénileg, akár másokkal együttesen, nyilvánosan vagy a magánéletben kinyilvánítsa vagy kinyilvánítását mellőzze, gyakorolja vagy tanítsa.
(2) Az azonos hitelveket követők vallásuk gyakorlása céljából sarkalatos törvényben meghatározott szervezeti formában működő vallási közösséget hozhatnak létre.
(3) Az állam és a vallási közösségek különváltan működnek. A vallási közösségek önállóak.
(4) Az állam és a vallási közösségek a közösségi célok elérése érdekében együttműködhetnek. Az együttműködésről a vallási közösség kérelme alapján az Országgyűlés dönt. Az együttműködésben részt vevő vallási közösségek bevett egyházként működnek. A bevett egyházaknak a közösségi célok elérését szolgáló feladatokban való részvételükre tekintettel az állam sajátos jogosultságokat biztosít.

(5) A vallási közösségekre vonatkozó közös szabályokat, valamint az együttműködés feltételeit, a bevett egyházakat és a rájuk vonatkozó részletes szabályokat sarkalatos törvény határozza meg.
A fenti (2013-ban kétszer módosított) szakaszon kívül az alaptörvény még számos helyen említi a vallási alapon történő megkülönböztetés tilalmát.

### Törvényekben
- Legkorábban született az 1895. évi XLIII. tc. a vallás szabad gyakorlásáról[4]
- Az Országgyűlés 1990 elején, vagyis még az első szabad választások előtt elfogadta a lelkiismereti és vallásszabadságról, valamint az egyházakról szóló, 1990. évi IV törvényt.[5]
- Ezt 2012. január 1-jével felváltotta a jelenleg is hatályos szabályozás, a lelkiismereti és vallásszabadság jogáról, valamint az egyházak, vallásfelekezetek és vallási közösségek jogállásáról szóló 2011. évi CCVI. törvény.[6]

### Az Európai Unió Alapjogi Chartája
A vallásszabadságba része, hogy mindenki szabadon, mindenféle külső kényszerítő tényező nélkül tudja megválasztani a saját vallását, vagy – ateisták esetén – a világnézetét. Továbbá az is, hogy ha közben megváltoztak a nézetei, bármikor szabadon elhagyhasson egy adott egyházat, vallást és másikat választhasson magának. Ez utóbbi esetben sok bírálat éri a magyar katolikus egyházat, hogy állítólag annak ellenére is a tagjának tekint egyeseket, hogy azok már egy másik vallás tagjai. 
Az Amszterdami Szerződéshez csatolt 11. Jegyzőkönyvön kívül a nizzai értekezleten 2000. december 7-én elfogadott Európai Unió Alapjogi Chartája 10. cikke foglalkozik a vallásszabadság kérdésével:
A gondolat-, a lelkiismeret- és a vallásszabadság

(1) Mindenkinek joga van a gondolat-, a lelkiismeret- és a vallásszabadsághoz. Ez a jog magában foglalja a vallás vagy a meggyőződés megváltoztatásának szabadságát, valamint a vallásnak vagy meggyőződésnek mind egyénileg, mind együttesen, mind a nyilvánosság előtt, mind a magánéletben, istentisztelet, oktatás és szertartások végzése útján való kifejezésre juttatását.

(2) A katonai szolgálat lelkiismereti okból történő megtagadásához való jogot az e jog gyakorlását szabályozó nemzeti törvények szerint el kell ismerni.

## Valláskritika
“Minden egyénnek joga van a szabad gondolkodáshoz, a szabad vallásgyakorláshoz, a lelkiismereti szabadsághoz…”; “Minden egyénnek joga van a szabad véleménynyilvánításhoz és a szólásszabadsághoz, ami azt is jelenti, joga van hozzá, hogy ne üldözzék a véleménye miatt, és azért sem, ha határokra tekintet nélkül, bármiféle eszközzel keresi, kapja és terjeszti az információkat és a gondolatokat.” Részlet az Emberi Jogok Egyetemes Nyilatkozatának 18. és 19. szakaszából.
Tehát a vallások bírálata, kritizálhatósága, vagy a velük szembeni emberbarát szkepticizmus, ugyanolyan alapvető emberi jog, mint a gyakorlásuk.

## Az egyházakban
A római katolikus egyház második vatikáni zsinata 1965. december 7-én kibocsátott Dignitatis humanae című nyilatkozatában deklarálta a vallásszabadsághoz való elidegeníthetetlen jogot, fenntartva ugyanakkor, hogy a maga részéről a katolikust tartja az egyetlen igaz vallásnak.

## Esélyegyenlőség kérdései

### Esélyegyenlőség a tanok terjesztésében
A vallásszabadság azt is jelenti, hogy a különféle vallások, egyházak és világnézetek követői azonos jogokat és azonos segítséget kapnak a tanaik terjesztésében, és egyiket sem gátolják, és nem is favorizálják törvényekkel, rendeletekkel. Például ezen elv alapján egyre több országban kiszélesedett a tanítható vallások száma az oktatásban. Hazánkban is egyre több vallás, egyház kap ingyenes lehetőséget a köztelevízióban vallási műsorok leadására. Sőt egyre több országban ezeket a jogokat az ateisták is megkapják.

### Az egyházalapítás és a gazdasági esélyegyenlőség problémái
A (minden jelző nélküli) egyházak kiemelt társadalmi szerepét Magyarországon törvény rögzíti (1990. évi IV., a lelkiismereti és vallásszabadságról, valamint az egyházakról szóló törvény), melyet még az utolsó nem-szabadon választott országgyűlés fogadott el.
Egyes, elsősorban SZDSZ-es politikusok és közéleti szereplők, illetve egyes kisegyházak szerint csak akkor beszélhetünk vallásszabadságról, ha az állam egyenlő esélyt ad minden vallásnak, egyháznak és világnézetnek pénzügyi területen is. Szerintük ezt az esélyegyenlőséget például sértette volna a hazánkban bevezetni kívánt úgynevezett „történelmi egyházak” és „destruktív szekták” minősítések, amely jelentősen befolyásolta volna az adott egyházak pénzügyi, gazdálkodási lehetőségeit. Mások szerint a történelmi egyházaknak (például az általuk végzett szociális és oktatómunka miatt) kiemelt társadalmi szerepük van, melyet támogatni kell – bár ilyen feladatot kisegyházak és civil szervezetek szintén kiválóan ellátnak. Semjén Zsolt bírálata szerint Magyarországon az egyházalapítás túl könnyű, nagy részük az adókedvezmények igénybe vételére jött létre, és a törvény túl egyformán kezeli a nagy intézményrendszert fenntartó egyházakkal az „álegyházakat és destruktív szektákat”.

### Vallási diszkrimináció a rendszerváltás után
Tomka Miklós vallásszociológus szerint (Hátrányban a felekezeti iskolák, Magyar Nemzet, 2005. szeptember 24., 6. old.) kimutatható az egyházak iránti negatív elfogultság kormányzati szinten is, például a közoktatásügyi ill. az esélyegyenlőségi minisztérium részéről az egyházi fejkvótákkal kapcsolatban. Egy másik példa – ez már az intézkedések szintjén – hogy az állami költségvetés az iskolafinanszírozás egy részét az önkormányzatokra hárította. Az intézkedés után egy évig az volt a helyzet, hogy az iskolák költségeinek egy részét az állami költségvetés fizette – ezt az egyházak is megkapták – a másik részét az önkormányzatok saját költségvetésükből – ebből az egyházi iskolák nem részesültek. A diszkriminációt a független magyar bíróság és az alkotmánybíróság is elítélte (1997. április). Ez és az egyházi tiltakozás vezetett részben a vatikáni szerződés megkötéséhez, ami átmenetileg minimálisra csökkentette az egyházi iskolák hátrányát. Ez a katolikus egyházakkal köttetett, de a kormány hasonló megállapodásokat kötött azután más egyházakkal is. Tomka szerint szokásos egyházellenes „trükk” még a szociális intézmények finanszírozásának pályázati útra terelése, mert a pályázatok gyakran kikötik, hogy „felekezetileg elkötelezett intézmények” nem pályázhatnak.
A 2010. évi fordulat után a törvény elvonta több egyház egyházi státuszát, melyről azóta is politikai vita folyik alkotmánybírósági döntések és európai bírósági döntések születtek.